# 점곡면
점곡면(點谷面)은 대한민국 경상북도 의성군의 면이다. 넓이는 65.03km2이고, 인구는 2012년 기준으로 1,907명이다. 중생대 백악기의 퇴적암 지층 경상 누층군 점곡층이 이 지역에 잘 발달하여 점곡층의 이름이 여기서 유래되었다.

## 연혁
- 1398년경 조선시대 의성현 점곡(點谷)이라 칭하였음.
- 1914년 4월 1일 행정구역개편으로 인한 면 폐합에 따라 점곡면(點谷面)으로 개칭.

## 행정 구역
- 구암리
- 동변리
- 명고리
- 사촌리
- 서변리
- 송내리
- 윤암리
- 황룡리